# أنكلوستوما
المَلْقُوَّات أو أنكلوستوما (بالإنجليزية: Ancylostoma أو Ankylostoma)‏ هي رتبة ديدان صغيرة أسطوانية الشكل ملساء، يميل لونها إلى الاحمرار. وهي ديدان وحيدة الجنس ويتراوح طول الذكر من 8-11 ملم، والأنثى من 10-18 ملم ويمكن التمييز خارجيا بين الذكر والأنثى بواسطة الطرف الخلفي حيث يكون مدببا في الأنثى ومفلطح في الذكر والطرف الأمامي للدودة منحني قليلا إلى الناحية الظهرية، ويوجد عليه فتحة الفم والتي تحتوي على زوجين من الأسنان

## تصنيفها
تصنف في مملكة الحيوانات في شعبة الديدان الأسطوانية

## خطورتها
تلتصق الدودة بجدار الأمعاء الدقيقة للإنسان بواسطة هذه الأسنان والزوائد وتمزقه لتمتص الدم مسببة له فقر دم شديد.
قد تدخل الدودة إلى الجسم عن طريق المناطق الرقيقة من الجلد مثل القدم (بين الاصابع )مسببة حكة شديدة وألم شبيه بالآم «الحرق».

## معيشتها
تعيش دودة الملقوّة في الأمعاء الدقيقة للإنسان حيث يصل اعدادها في أمعاء الشخص المصاب إلى الآلاف.